# Holly Brisley

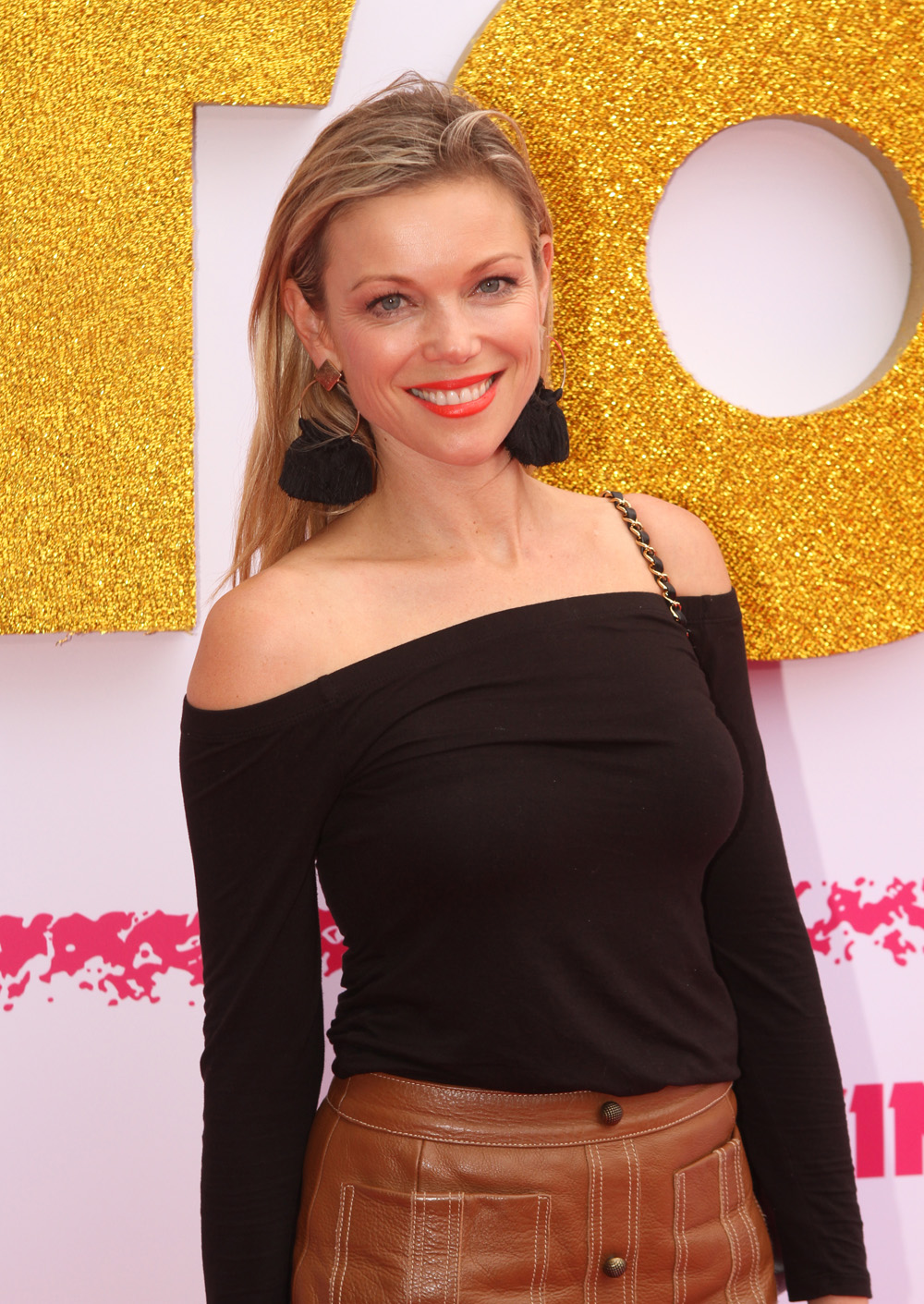
Holly (2018)

Holly Brisley (* 11. Januar 1978 in Adelaide, South Australia) ist eine australische Schauspielerin, die mit den Filmen Scooby-Doo, Garage Days und The Crop ihre größten Erfolge verzeichnete.

## Biografie

### Privat
Geboren in Adelaide, South Australia, verzog ihre Familie bereits nach einigen Monaten nach Gold Coast, Queensland, wo Holly Brisley aufwuchs.
Seit 11. Februar 2006 ist sie mit Paul Ford verheiratet, mit dem sie zwei Kinder hat, die in den Jahren 2009 (Levi Harper Ford) und 2012 (Willow Jade Ford) geboren wurden.
Sie unterstützt einige Wohltätigkeitsprojekte und bestieg in deren Rahmen 2010 den  Kilimandscharo, was der hinter der Aktion stehenden Humpty Dumpty-Foundation 50.000 Dollar einbrachte.

### Karriere
Nachdem sie in dem 1993 produzierten Fernsehfilm Tödliche Fluten – Rettet unsere Kinder mitgewirkt hatte, wurde sie vom Fernsehsender channel 7 für die Rolle der wandernden Reporterin in Agro's Cartoon Connection verpflichtet und übte diese Rolle drei Jahre aus. Von 1999 bis 2001 moderierte sie ein Country-Musik-Programm im Kabelfernsehen. Im selben Zeitraum wirkte sie in dem Fernsehfilm Der Tod fliegt mit sowie in zwei Episoden der Fernsehserie Beastmaster – Herr der Wildnis mit. Zwischen 2002 und 2004 drehte sie mehrere Filme, darunter ihre drei größten Erfolge. Außerdem spielte sie in dem Fernsehfilm Dynasty: The Making of a Guilty Pleasure die Rolle von Heather Locklear. Von 2005 bis 2009 gehörte sie zum festen Bestandteil der Fernsehserie Home and Away, in der sie in 101 Episoden mitwirkte.

## Filmografie (Auswahl)

### Filme
- 1993: Tödliche Fluten – Rettet unsere Kinder (The Flood: Who Will Save Our Children?)
- 1994: Mission: Alien (Official Denial)
- 2000: Der Tod fliegt mit (Nowhere to Land)
- 2002: Scooby-Doo
- 2002: Garage Days
- 2003: Mermaids
- 2004: The Crop
- 2005: Dynasty: The Making of a Guilty Pleasure
- 2011: Sindbad gegen das Ungeheuer (Sindbad and the Minotaur)
- 2018: Life of the Party
- 2023: Kane

### Fernsehserien
- 1999–2001: Beastmaster – Herr der Wildnis (2 Episoden)
- 2000: All Saints (Episode: A fine balance)
- 2003: Pizza (2 Episoden)
- 2005–2009: Home and Away (101 Episoden)
- 2019–2021: Fat Pizza – Back in Business (Fernsehserie, 4 Episoden)